# Stylosanthes
Stylosanthes is een geslacht uit de vlinderbloemenfamilie (Fabaceae). De soorten komen voor op het Amerikaanse continent. Twee soorten komen elders voor, Stylosanthes fruticosa van Zuid-Afrika tot in Ethiopië en op het Arabisch Schiereiland tot in Pakistan, India en Sri Lanka en Stylosanthes erecta in tropisch Afrika, van Tanzania tot in Senegal.

## Soorten
- Stylosanthes acuminata M.B.Ferreira & Sousa Costa
- Stylosanthes angustifolia Vogel
- Stylosanthes aurea M.B.Ferreira & Sousa Costa
- Stylosanthes bahiensis 't Mannetje & G.P.Lewis
- Stylosanthes biflora (L.) Britton et al.
- Stylosanthes bracteata Vogel
- Stylosanthes calcicola Small
- Stylosanthes campestris M.B.Ferreira & Sousa Costa
- Stylosanthes capitata Vogel
- Stylosanthes cayennensis Mohlenbr.
- Stylosanthes debilis M.B.Ferreira & Sousa Costa
- Stylosanthes erecta P.Beauv.
- Stylosanthes figueroae Mohlenbr.
- Stylosanthes fruticosa (Retz.) Alston
- Stylosanthes gracilis Kunth
- Stylosanthes grandifolia M.B.Ferreira & Sousa Costa
- Stylosanthes guianensis (Aubl.) Sw.
- Stylosanthes guineensis G.Don
- Stylosanthes hamata (L.) Taub.
- Stylosanthes hippocampoides Mohlenbr.
- Stylosanthes hispida Rich.
- Stylosanthes humilis Kunth
- Stylosanthes ingrata S.F.Blake
- Stylosanthes leiocarpa Vogel
- Stylosanthes linearifolia M.B.Ferreira & Sousa Costa
- Stylosanthes macrocarpa S.F.Blake
- Stylosanthes macrocephala M.B.Ferreira & Sousa Costa
- Stylosanthes macrosoma S.F.Blake
- Stylosanthes mexicana Taub.
- Stylosanthes montevidensis Vogel
- Stylosanthes nervosa J.F.Macbr.
- Stylosanthes pilosa M.B.Ferreira & Sousa Costa
- Stylosanthes ruellioides Benth.
- Stylosanthes scabra Vogel
- Stylosanthes seabrana B.L.Maass & ’t Mannetje
- Stylosanthes sericeiceps S.F.Blake
- Stylosanthes suborbiculata Chiov.
- Stylosanthes subsericea S.F.Blake
- Stylosanthes suffruticosa Mohlenbr.
- Stylosanthes sundaica Taub.
- Stylosanthes sympodialis Taub.
- Stylosanthes tomentosa M.B.Ferreira & Sousa Costa
- Stylosanthes tuberculata S.F.Blake
- Stylosanthes viscosa Sw.

... · 
Abrus · 
Acacia · 
Acosmium · 
Adenanthera · 
Adenocarpus · 
Adenodolichos · 
Adenopodia · 
Adesmis · 
Aenictophyton · 
Aeschynomene · 
Afzelia · 
Aganope · 
Albizia · 
Alhagi · 
Alysicarpus · 
Amblygonocarpus · 
Amherstia · 
Andira · 
Angylocalyx · 
Aotus · 
Anthyllis · 
Arachis · 
Archidendropsis · 
Aspalathus · 
Astragalus (hokjespeul) · 
Austrosteenisia · 
Baphia · 
Bauhinia · 
Brachystegia · 
Bolusafra · 
Butea · 
Caesalpinia · 
Cajanus · 
Calicotome · 
Carmichaelia · 
Carrissoa · 
Cassia · 
Castanospermum · 
Ceratonia · 
Chamaecytisus · 
Cicer · 
Clianthus · 
Clitoria · 
Cordyla · 
Coronilla · 
Crotalaria · 
Cyamopsis · 
Cyclopia (honingbos) · 
Cytisus · 
Dalbergia · 
Daviesia · 
Delonix · 
Derris · 
Dialium · 
Dicraeopetalum · 
Dichrostachys · 
Dipteryx · 
Enterolobium · 
Eperua · 
Erythrina (koraalboom) · 
Erythrophleum · 
Faidherbia · 
Genista (heidebrem) · 
Glycine · 
Glycyrrhiza · 
Hardenbergia · 
Hovea · 
Indigofera · 
Inga · 
Lathyrus · 
Lens · 
Lonchocarpus · 
Lotus (rolklaver) · 
Lupinus (lupine) · 
Macrotyloma · 
Medicago (rupsklaver) · 
Melilotus (honingklaver) · 
Mimosa · 
Mora · 
Myroxylon · 
Newtonia · 
Onobrychis · 
Ononis (stalkruid) · 
Ormosia · 
Ougeinia · 
Pachyrhizus · 
Parkia · 
Parkinsonia · 
Parochetus · 
Pericopsis · 
Phaseolus · 
Physostigma · 
Pisum (erwt) · 
Prosopis · 
Psophocarpus · 
Psoralea · 
Pterocarpus · 
Pueraria · 
Racosperma · 
Robinia · 
Rothia · 
Securigera · 
Senegalia · 
Senna · 
Serianthes · 
Sesbania · 
Sophora · 
Spartium · 
Sphenostylis · 
Streblorrhiza · 
Strongylodon · 
Stylosanthes · 
Styphnolobium · 
Swainsona · 
Tamarindus · 
Tephrosia · 
Teramnus · 
Tetragonolobus · 
Tetrapleura · 
Trifolium (klaver) · 
Trigonella (hoornklaver) · 
Ulex · 
Uraria · 
Vachellia · 
Vicia (wikke) · 
Vigna · 
Viminaria · 
Virgilia · 
Wisteria (blauweregen) · 
Zornia · 
Zygocarpum · 
...